# جان ماربورگر
 جان ماربورگر (انگلیسی: John Marburger؛ زاده ۸ فوریهٔ ۱۹۴۱ درگذشته ۲۸ ژوئیهٔ ۲۰۱۱) یک سیاست‌مدار اهل ایالات متحده آمریکا بود.